# Bustin (Sandvík)
Bustin (Sandvík) è un rilievo alto 353 metri sul mare situata sull'isola di Suðuroy, situata nell'arcipelago delle Isole Fær Øer, in Danimarca. Si trova vicino al villaggio di Sandvík.